# Massaguet

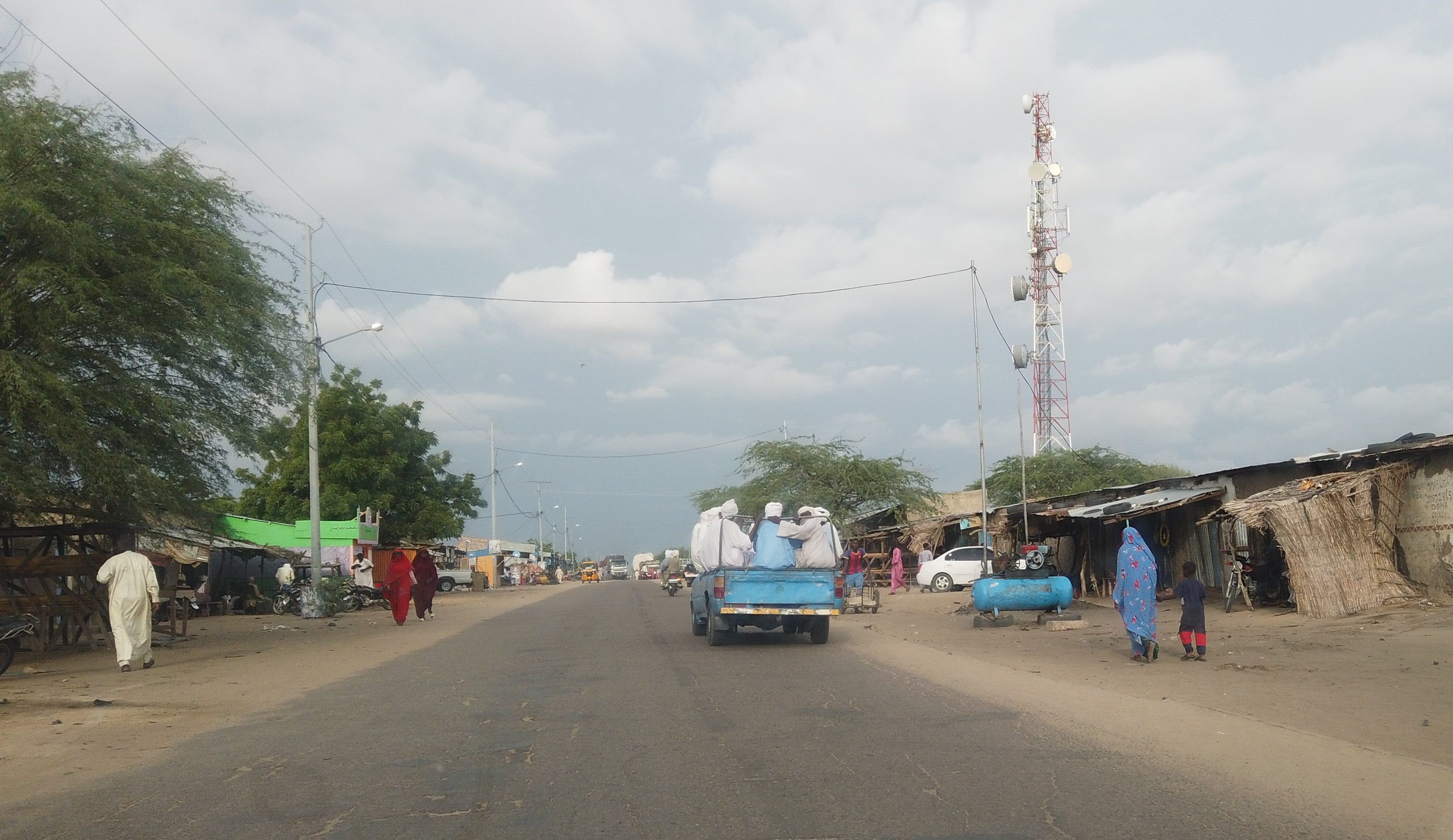
Entrada a la població de Massaguet.

Massaguet (en àrab: مساقط, Masāqiṭ) és una ciutat de la regió d'Hadjer-Lamis, en la part occidental de Txad. És la capital del departament d'Haraze Al Biar. Una autopista de 86,6 km (87 km) acabada en 1969 connecta Massaguet amb N'Djamena.